# Western Soccer Alliance
De Western Soccer Alliance (vaak afgekort tot WSA) is een voormalige Amerikaanse voetbalcompetitie opgericht in 1985. In 1989 is de competitie samen gegaan met de American Soccer League, om door te gaan als de American Professional Soccer League.

## Geschiedenis
Nadat de North American Soccer League en de United Soccer League in 1984 en 1985 werden opgeheven hebben vier teams - FC Portland, FC Seattle, San Jose Earthquakes en Victoria Riptides - de Western Alliance Challenge Series opgericht. In 1986 werd de naam veranderd naar Western Soccer Alliance en in 1989 naar Western Soccer League.

## Deelnemende teams
| Club                         | Seizoen | Seizoen | Seizoen | Seizoen | Seizoen | Bijzonderheid                     |
| Club                         | 1985    | 1986    | 1987    | 1988    | 1989    | Bijzonderheid                     |
| ---------------------------- | ------- | ------- | ------- | ------- | ------- | --------------------------------- |
| Arizona Condors              | -       | -       | -       | -       | X       |                                   |
| California Kickers           | -       | X       | X       | X       | X       | Als Hollywood Kickers in 1986     |
| Edmonton Brickmen            | -       | X       | -       | -       | -       |                                   |
| Los Angeles Heat             | -       | X       | X       | X       | X       |                                   |
| FC Portland                  | X       | X       | X       | X       | X       | Als Portland Timbers in 1989      |
| Real Santa Barbara           | -       | -       | -       | -       | X       |                                   |
| Sacramento Senators          | -       | -       | -       | -       | X       |                                   |
| San Diego Nomads             | -       | X       | X       | X       | X       |                                   |
| San Francisco Bay Blackhawks | -       | -       | -       | -       | X       |                                   |
| San Jose Earthquakes         | X       | X       | X       | X       | -       |                                   |
| FC Seattle                   | X       | X       | X       | X       | X       | Als Seattle Storm in 1988 en 1989 |
| Victoria Riptides            | X       | -       | -       | -       | -       |                                   |
| Aantal teams                 | 4       | 7       | 6       | 6       | 9       |                                   |

## Kampioenen
| Year | Winner               | Runners-up                   |
| ---- | -------------------- | ---------------------------- |
| 1985 | San Jose Earthquakes | Victoria Riptides            |
| 1986 | Hollywood Kickers    | FC Portland                  |
| 1987 | San Diego Nomads     | FC Seattle                   |
| 1988 | FC Seattle Storm     | San Diego Nomads             |
| 1989 | San Diego Nomads     | San Francisco Bay Blackhawks |